# Blaž Berke
Blaž Berke (madžarsko Berke Balázs), slovenski evangeličanski duhovnik, pesnik in pisatelj na Madžarskem, * 1754, Kančevci, † 1821, Nemespátró.
Rodil se je v Kančevcih, v Železni županiji, ok. leta 1754 v evangeličanski nižjeplemiški družini. 30. oktobra 1779 se je vpisal na univerzo Wittenberga, septembra 1782 pa se je vrnil na Ogrsko. Najprej je delal v Puconcih, nato pa je od leta 1787 do leta 1791 župnikoval v Zalski županiji, v Nemespátróju. Poročen je bil z Rozalijo pl. Gyenesse (včasih tudi Jenesse). Žena mu je umrla pri porodu. Po ženini smrti je Berke živel in delal v Šurdu, leta 1803 pa je začel delati na Hodošu, kjer je ostal do svoje smrti, leta 1821. O njegovem ugledu priča tudi destvo, da je njegovim otrokom botroval grof Maksimiljan Batthyany, lastnik rakičanskega gradu in gospostva.
Napisal je eno knjigo v latinščini, pa tudi prekmursko pesmarico.

## Dela
- Ode Saphica honori ac venerationi Adami Farkas solemnia suis nominis celebrantis. Sopronii, 1777.
- Szlovenszke Dühovne peszmi piszane po Berke Balázsi vu Nemes Csobi, 1768-69